# Prisma hexagonal metabiaumentado
Em geometria, o prisma hexagonal metabiaumentado é um dos sólidos de Johnson (J56). Como o nome sugere, pode ser construído aumentando-se um prisma hexagonal ao juntar-se uma pirâmide quadrada (J1) a duas de suas faces não adjacentes.